# Singarajan
Singarajan is een bestuurslaag in het regentschap Serang van de provincie Banten, Indonesië. Singarajan telt 3753 inwoners (volkstelling 2010).